# Nevena Lukic
 Nevena Lukic (* 16. August 1981 in Innsbruck) ist eine ehemalige österreichische Taekwondoin und heute Schauspielerin und Sprecherin.

## Leben
Die geborene Tirolerin ist in Innsbruck aufgewachsen. Ihre Eltern sind in den 1970er Jahren aus Serbien emigriert.
Sie gewann bei den Olympischen Spielen 2004 ein Eröffnungsmatch gegen Leno Mochesane (Lesotho) mit 4:0. Im nächsten Kampf verlor sie das Viertelfinale mit 1:1 gegen Edda Caritas aus Guatemala.
Nach ihrer Sportkarriere wurde sie von 2006 bis 2009 in Salzburg zur Schauspielerin ausgebildet. In der Folge wurde sie von deutschsprachigen Theatern engagiert. Unter anderem spielte sie in Österreich, Schweiz und Südtirol.
Heute ist sie als Sprecherin, Coach für Taekwondo, für Selbstverteidigung von Mädchen und Frauen und für Schauspiel und Improvisation tätig.

## Erfolge
- 2002: Gold, Militärweltmeisterschaften in Fort Hood, USA[1]
- 2003: Bronze, Militärweltmeisterschaften in Zagreb, Kroatien
- 2004: Silber, Militärweltmeisterschaften[2] in Warendorf, Deutschland[3]
- 2004: 8. Platz, Olympische Spiele in Athen, Griechenland[4]
- 2004: Gold, Europameisterschaften in Lillehammer, Norwegen
- 2005: Bronze, Weltmeisterschaften in Madrid, Spanien
- neunfache Staatsmeisterin[5]

## Auszeichnungen

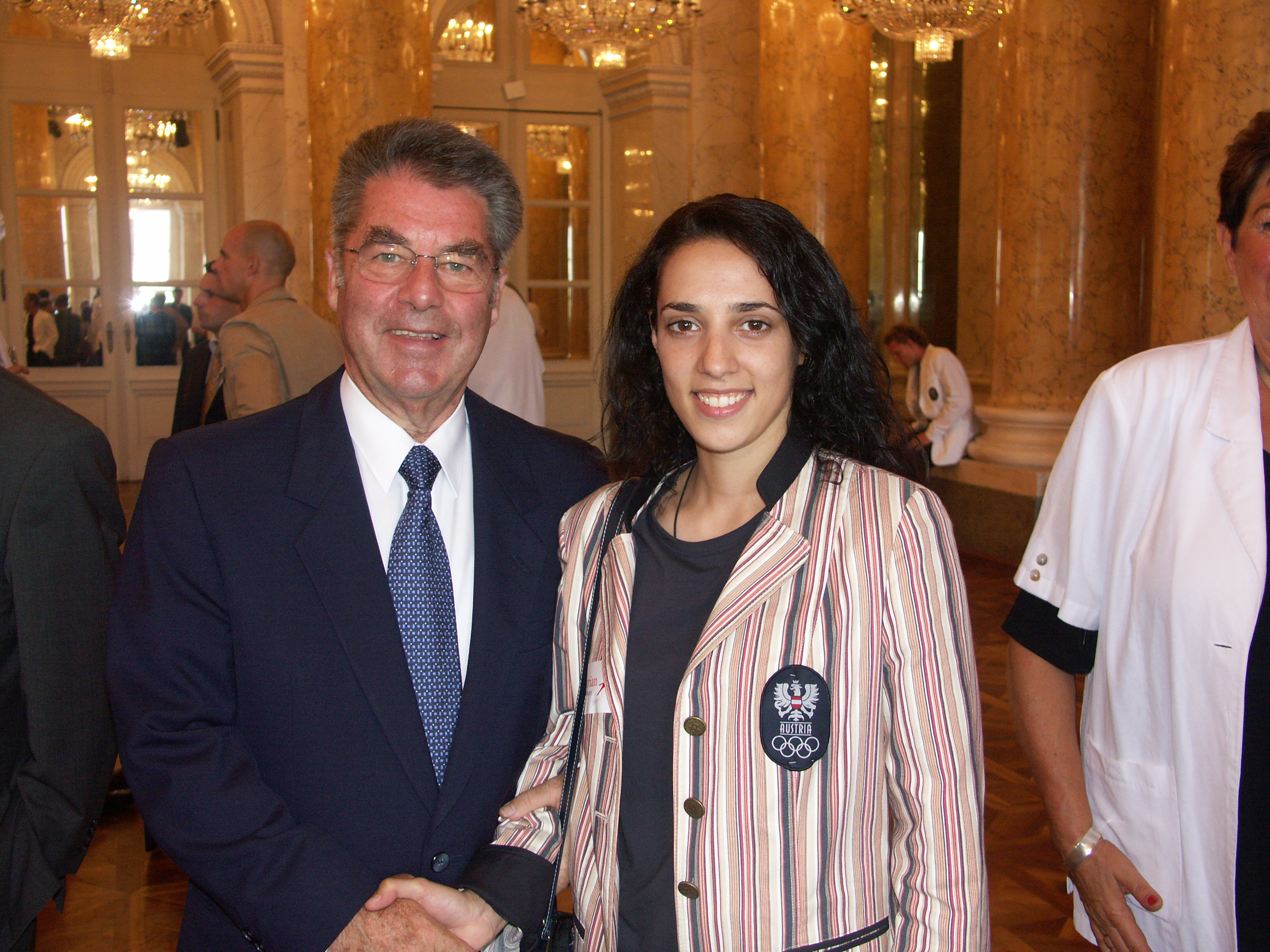
Offizielle Einkleidung für die Olympischen Spiele, in der Wiener Hofburg mit Bundespräsident Heinz Fischer 2004

- 2004: Goldenen Verdienstzeichen der Republik Österreich

## Filmografie
- 2019: SOKO Kitzbühel (Folge Herzblut)

## Theater
- Der Judas von Tirol von Karl Schönherr 2006, Jungbäuerin, Regie: Markus Völlenklee, Tiroler Volksschauspiele Telfs[6]
- Herr Hitler inszeniert Parzival an einem Donnerstag während es regnet von Egon A. Prantl 2008, Parzival, Regie: Thomas Gassner, Tiroler Dramatiker Festival
- Herr der Fliegen von William Golding 2009, Jackie, Regie: Klaus Tröger, Schauspielhaus Salzburg
- Nora – Ein Puppenheim von Henrik Ibsen 2009, Regie: Rudolf Frey, Schauspielhaus Salzburg
- Pünktchen und Anton von Erich Kästner 2010, Dicke Berta, 2010, Regie: Bernadette Heidegger, Schauspielhaus Salzburg
- Jim Knopf von Michael Ende 2010, Jim Knopf, Regie: Caroline Richards, Schauspielhaus Salzburg
- Elektra von Sophokles 2010, Erinnye, Regie: Nikolaus Lehnhof, Festspielhaus Salzburg
- Pflicht oder Wahrheit von Stephan Lack 2011, Nelli, Regie: Caroline Richards, Kleines Theater Salzburg
- Ambrosia von Roland Schimmelpfennig 2011, Ehefrau, Regie: Guntram Brattia, Tiroler Volksschauspiele Telfs
- Jackpot oder die verspielte Großmutter von Rene Freud 2011, Regie: Hans Peter Horner, Waldviertler Hoftheater
- Elebu & Marafat von Angela M. Pichler 2012, Erwin, Regie: Angela M. Pichler, Tiroler Landestheater
- Hiob von Joseph Rot 2012, Menuchim, Regie: Guntram Brattia, Tiroler Landestheater
- Meine Schwester Helena von Stephan Lack 2012, Helena, Regie: Caroline Richards, Kleines Theater Salzburg
- Verrücktes Blut von Jens Hillije und Nurkan Erpulat 2013, Latifa, Regie: Klaus Rohrmoser, Tiroler Volksschauspiele Telfs
- Adventsingen von Hans Köhl 2013, Sarah, Regie: Caroline Richards, Festspielhaus Salzburg
- Little Brother von Cory Doctorow 2014, Angela Carvelli, Regie: Caroline Richards, Arge Kultur Salzburg
- Provinzschwestern von Felicia Zeller und Anton Tschechow 2014, Regie: Fabian Kametz, Westbahntheater Innsbruck
- Kaktusblüte von Pierre Barillet und Jean-Pierre Gredy 2015, Toni Simon, Regie: Werner Prinz, Waldviertler Hoftheater
- Zweifel von John Patrick Shanley 2015, Mutter, Regie: Fabian Kametz, Kellertheater Innsbruck
- Was innen geht von Anja Hilling 2016, Ovid, Regie: Philipp Jescheck, Theater Praesent Innsbruck
- Ziemlich beste Freunde von Eric Toledano und Olivier Nackache 2016, Magalie, Regie: Thomas Gassner, Kellertheater Innsbruck
- Die Damen warten von Sibylle Berg 2016, Frau Töss, Regie: Manfred Schild, Kellertheater Innsbruck
- Klein Eyolf von Henrick Ibsen 2016, Asta, Regie: Klaus Rohrmoser, Freies Theater Innsbruck
- Nullmensch von Jovica Letic 2017, Verrückte aus dem Keller, Regie: Klaus Rohrmoser, Freies Theater Innsbruck
- Sonntags 1918 von Michaela Ronzoni 2018, Stefanie, Regie: Klaus Rohrmoser, Theatersommer Semmering
- Trust von Falk Richter 2019, Regie: Michaela Senn, Freies Theater Innsbruck
- Geschlossene Gesellschaft von Jean-Paul Sartre 2019, Ines, Regie: Klaus Rohrmoser, Freies Theater Innsbruck
- Dis.Crimi.Nation von Tamara Burghard und Sarah Milena Rendel und Nevena Lukic 2019, Regie: Eva Kuen

## Hörspiele
- 2023: Laternentraum von Wolfgang Borchert, Regie: Michael Rudigier[7]